# کالدوناتزو
کالدوناتزو (به ایتالیایی: Caldonazzo) یک کومونه در ایتالیا است که در ترنتینو واقع شده‌است.

## خصوصیات
کالدوناتزو ۲۱ کیلومترمربع مساحت و ۳٬۰۶۷ نفر جمعیت دارد و ۵۳۰ متر بالاتر از سطح دریا واقع شده‌است.